# Garnotia divergens
Garnotia divergens är en gräsart som beskrevs av Jason Richard Swallen. Garnotia divergens ingår i släktet Garnotia och familjen gräs. Inga underarter finns listade i Catalogue of Life.